# 金寅成
金 寅成（キム・インソン、朝: 김인성、1989年9月9日 - ）は、大韓民国京畿道安山市出身のサッカー選手。ポジションはミッドフィールダー。Kリーグ2（韓国2部）・ソウルイーランドFC所属。

## 来歴
2008年にU-20サッカー大韓民国代表に選出された。2011年のKリーグドラフトでは指名されなかった。成均館大学校卒業後、ナショナルリーグ（当時の韓国2部）所属の江陵市庁FCに加入した。

### CSKAモスクワ
2012年2月、ロシアのPFC CSKAモスクワに1年契約（2年の契約延長オプション付き）で移籍した。露メディアではCSKAモスクワのスポンサーであるヒュンダイの意向で他の韓国人選手と共に練習に参加し、好印象を残したため契約に至ったと報道された。レオニード・スルツキー監督は朝鮮日報に対して、金寅成がKリーグクラシック（韓国1部リーグ）でプレーした経験も、サッカー大韓民国代表に選出された経験もないことに驚いたと語った。同時に彼のような経歴の選手がクラブに加わるのは史上初のことだが、よく適応しているし、楽しみにしていると語った。同期入団はアーメド・ムサ、ポントゥス・ヴェアンブローム。
韓国でも無名だった選手がUEFAチャンピオンズリーグ 2011-12に出場しているクラブに移籍することになったため、韓国メディアでは「サッカー界のシンデレラ」と報道された。UEFAチャンピオンズリーグに出場選手登録されると、移籍後初の公式戦となった2月22日のレアル・マドリード戦でベンチ入りしたが、出場機会はなかった。3月3日に行われたFCゼニト・サンクトペテルブルク戦の後半アディショナルタイムにムサと交代でロシア・プレミアリーグに初出場した。
2012-13シーズンはプレシーズンマッチのFCトルペド・モスクワ戦で2得点するなどアピールしたが、9月26日に行われたロシア・カップのFCトム・トムスク戦の終盤に途中出場したのみに終わった。2013年1月に契約延長オプションを行使せずに放出されることが発表された。CSKAモスクワでの公式戦出場はリーグ戦1試合（1分間）、カップ戦1試合（6分間）の合計2試合だった。

### Kリーグ
2013年冬、Kリーグクラシックの城南一和天馬に移籍した。主に途中出場でリーグ戦31試合（2得点）、韓国FAカップ戦2試合に出場した。
2014年1月、全北現代モータースに移籍した。

## エピソード・人物
- 大韓サッカー協会（KFA）のインタビュー記事で、CSKAモスクワで同僚だった本田圭佑とのエピソードについて語った。また、CSKAモスクワではゾラン・トシッチ、パヴェル・ママエフ、キリル・ナバブキンと仲が良かったこと、ロシア人からの質問でもっとも多かったのが「韓国では犬を食べるのか？」だったことを話した。[3]。

## 所属クラブ
- 2008-2010  成均館大学校
- 2011  江陵市庁FC
- 2012  PFC CSKAモスクワ
- 2013  城南一和天馬
- 2014  全北現代モータース
- 2015  仁川ユナイテッドFC
- 2016-2021  蔚山現代FC
- 2021-  ソウルイーランドFC

## 代表
- 2008 U-20サッカー大韓民国代表